# HD 2638 b
HD 2638 b는 HD 2638 주위를 도는 외계 행성이다. 종류는 전형적인 ‘뜨거운 목성’으로, 항성을 매우 가까이서 돌고 있기 때문에 뜨거운 열기로 말미암아 대기가 팽창되어 있는 상태이다. 구체적으로 이 행성은 모항성에 태양 ~ 지구 거리의 20분의 1 수준으로 붙어 있다. 공전 주기는 3.5일에 불과하다.

## 참고 문헌
- Moutou;  외. (2005). “The HARPS search for southern extra-solar planets IV. Three close-in planets around HD 2638, HD 27894 and HD 63454”. 《Astronomy and Astrophysics》 439: 367 – 373. doi:10.1051/0004-6361:20052826. 2005년 10월 23일에 원본 문서에서 보존된 문서. 2012년 3월 29일에 확인함.